# Stephon Alexander
Stephon Alexander (n. 1971, Trinidad⁠(d), Trinidad și Tobago) este un fizician american de culoare, președinte al Societatii Naționale din SUA a fizicienilor de culoare, muzician de jazz, saxofonist, autor al unei cărți foarte citate Jazzul Fizicii, profesor la Universitatea Brown din SUA, cercetările științifice principale fiind concentrate pe teorii Chern -Simons, Horava-Lifshits, aplicarea simetriilor în fizica energiilor înalte. În particular Stephon Alexander a încercat să unifice interacțiunea slabă nucleară cu cea gravitațională. Stephon Alexander a arătat, în particular, că fermionii Dirac se comportă ca neutrini chirali în faza cu paritate dereglată.

## Publicații
Stephon Alexander a publicat următoarele cărți:
- Jazz of Physics, N.Y., Basic Books, 2016
- Fear of a Black Physics, N.Y., Basic Books, 2021

De asemenea, a speculat asupra unor idei și concepții noi revoluționare în fizică, a luptat cu propagarea și diversificarea drogurilor. Ca muzician de jazz se consideră un discipol al saxofonistului John Coltrane, a investigat relația dintre fizică și muzică.

## Premii, Distinctii
- 2023 Isaac Asimov Science Award

## Coautori
- Nicolas Yunes